# Матеріальна точка

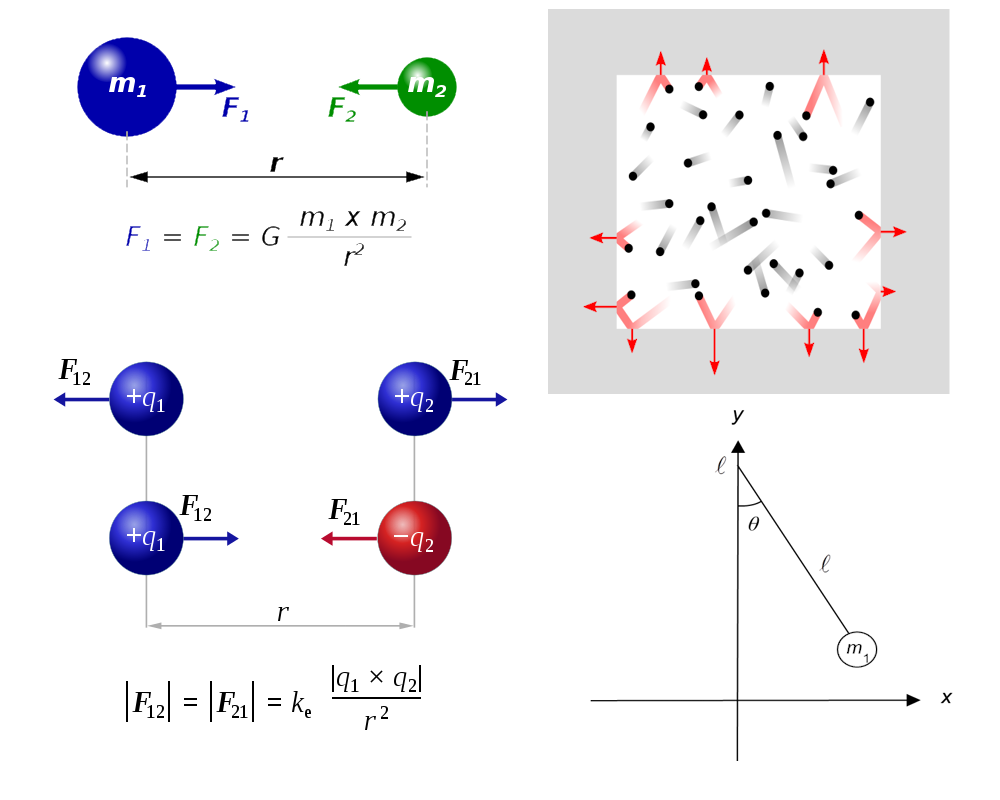
Приклади

Матеріа́льна то́чка (частинка) — це фізична модель, яку використовують замість тіла, розмірами якого в умовах даної задачі можна знехтувати.
В теоретичній механіці поняття матеріальної точки визначають так:
Матеріальна точка — геометрична точка, якій поставлений у відповідність скаляр, званий масою: {\displaystyle (\mathbf {r} ,m)}, {\displaystyle \mathbf {r} } — вектор у евклідовому просторі. Маса покладається сталою, незалежною ані від положення точки в просторі, ані від часу. 
Матеріальна точка — найпростіший об'єкт механіки, її розташування у просторі визначається всього лише трьома параметрами (наприклад, трьома декартовими координатами). Основні закони механіки сформульовані саме для матеріальної точки, через що її можна назвати опорним об'єктом механіки. Усі інші об'єкти механіки (матеріальні тіла і середовища) можуть представлятись у вигляді тієї чи іншої сукупності матеріальних точок. При поступальному русі будь-якої механічної системи її центр мас рухається так же, як рухалась би матеріальна точка, розташована у центрі мас, що має масу, рівну масі усієї системи.
Якщо довільне тіло здійснює лише прямолінійний рух, то для визначення його положення достатньо однієї координатної осі.

## Особливості
Застосовність моделі матеріальної точки до конкретного тіла залежить не стільки від розмірів самого тіла, скільки від умов його руху. Зокрема, відповідно до теореми про рух центра мас системи під час поступального руху будь-яке тверде тіло можна вважати матеріальною точкою, положення якої збігається з центром інерції тіла.
Маса, положення, швидкість і деякі інші фізичні властивості матеріальної точки в кожен конкретний момент часу повністю визначають її поведінку.

## Наслідки
Механічна енергія матеріальної точки дорівнює сумі кінетичної енергії її руху в просторі та (або) потенціальної енергії взаємодії з полем. Це автоматично означає нездатність матеріальної точки до деформацій (матеріальною точкою може бути лише абсолютно тверде тіло) і обертання навколо своєї осі чи зміни напрямку цієї осі в просторі. Водночас поняття матеріальної точки надзвичайно широко використовується в багатьох розділах механіки для опису криволінійного руху тіла, при якому змінними опису є відстань від деякого миттєвого центру обертання та два кути Ейлера, що задають напрям лінії, яка з'єднує цю точку з центром.

## Обмеження
Обмеженість застосування поняття про матеріальну точку видно з такого прикладу: в розрідженому газі при високій температурі розмір кожної молекули дуже малий у порівнянні з типовою відстанню між молекулами. Здавалося б, ним можна знехтувати і вважати молекулу матеріальною точкою. Однак, це не завжди так: коливання і обертання молекули — важливий резервуар «внутрішньої енергії» молекули, «місткість» якого визначається розмірами молекули, її структурою та хімічними властивостями. У хорошому наближенні як матеріальну точку можна іноді розглядати одноатомну молекулу (інертні гази, пара металів тощо), але навіть у таких молекул при досить високій температурі спостерігається збудження електронних оболонок внаслідок зіткнень молекул, з подальшим світінням.